# Taiwan podiospina
Taiwan podiospina är en tvåvingeart som beskrevs av Hans-Georg Rudzinski 2008. Taiwan podiospina ingår i släktet Taiwan och familjen sorgmyggor.
Artens utbredningsområde är Taiwan. Inga underarter finns listade i Catalogue of Life.